# ArcelorMittal Dunkerque
 ArcelorMittal Dunkerque est une usine sidérurgique du groupe ArcelorMittal, installée dans le Nord de la France, sur la commune de Grande-Synthe près de Dunkerque. Sa capacité de production est une des plus importantes d'Europe occidentale.

## Histoire
Le grand centre sidérurgique d'ArcelorMittal Dunkerque est à ses débuts un projet commun de trois entreprises implantées dans le Nord, Usinor et sa grande usine de Denain, les Forges de la Marine, déjà présentes à Dunkerque via l'Usine de Dunes de Leffrinckoucke, et la Compagnie des forges de Châtillon-Commentry et Neuves-Maisons, qui détiennent depuis 1929 l'usine d'aciers à four électrique d'Isbergues (centre du Pas-de-Calais) et un laminoir à Biache-Saint-Waast, dans le département du Nord, entre Arras et Douai.
L'Usine de Dunes de Leffrinckoucke sera dopée par les accords avec Denain-Nord-Est, mis aussi les accords passés avec Vallourec pour la livraison de ronds & tubes, ou encore ceux avec Usinor dans le cadre d'un groupement d'intérêt économique, le GIE-Valdunes, permettant de mutualiser les moyens de production de matériel ferroviaire d'Usinor-Valenciennes et de Creusot-Loire-Les Dunes.
L'usine d'Isbergues a tiré également parti de l'établissement d'Usinor, pour son alimentation plus économique en minerais et en agglomérés de minerai, ou les avantages offerts par le passage de l'oxyduc Denain-Dunkerque, ou encore le slabbing et le train à chaud qui transforment en bobines de tôle ses lingot à aciers spéciaux et inoxydables. L'usine littorale devient aussi un débouché important à sa fonderie de lingotières. L'usine de Biache utilisera, elle, les bobines à chaud de Dunkerque, pour approvisionner son train tandem à froid a quatre cages, pièce essentielle de sa production.

### Un projet industriel porté par quatre élans

#### L'élan humain de la reconstruction du littoral

##### Une ville et un port en chantier
De 1940 à 1946, les accès du port sont détruits, des mines magnétiques et navires coulés, l'absence de balises entrave toute navigation.
Pendant la Seconde Guerre mondiale, l'agglomération dunkerquoise est détruite à 70 %, le port à 100%. En mai 1945, c'est la dernière ville de France libérée. Le bombardement aérien allié anéantit l'ex-centrale de l'huilerie Lesieur, affectée à l'éclairage. La raffinerie de pétrole BP n'est reconstruite qu'à partir de 1950 et son inauguration n'intervient qu'en décembre 1952. Il a fallu attendre 1951 pour que le trafic du port de Dunkerque repasse 5,4 millions de tonnes et 1955 pour que sa reconstruction soit terminée, l'année où l'écluse Trystram de 1896 refonctionne.
La population a été divisée par trois pendant la guerre, avec 10 575 habitants en 1946 contre 34 748 habitants en 1921. On y vit dans des « chalets » préfabriqués. Le Préfet du Nord préside un « Comité de coordination de la reconstruction de Dunkerque », animé par la communauté dunkerquoise réfugiée à Lille, et les responsables de la rédaction du Nouveau Nord, journal porte-parole des milieux économiques et de la Chambre de Commerce, fondé par Louis Bumod (1881-1955), l'ex-rédacteur en chef du quotidien Nord Maritime de 1923 à 1940.
Pour le ministère des Travaux publics, la remise en état de l’équipement portuaire est le moment de s’interroger sur sa modernisation,. Mais le IIe Plan (1954-1957) consacre la moitié des crédits portuaires au rétablissement des installations détruites (ce sera le cas d'encore un quart du IIIe Plan) et l’autre à la modernisation des équipements de manutention, liaisons routières et ferroviaires.
Les boîtes mobiles, dites «conteneurs», une technique militaire, sont transposés au maritime civil par les armateurs américains vers la fin des années 1950. La fin des «pactes coloniaux» protectionnistes contribue aussi au désir de moderniser le port.

##### Dockers et chambre de commerce en politique
Lors du scrutin municipal de septembre 1945, le ballottage à Dunkerque place en tête la liste communiste menée par le député André Pierrard, une coalition MRP, radicaux et indépendants conduite par Paul Verley arrive en seconde et la liste SFIO en troisième place. 
Après entente entre ces deux dernières listes, Gustave Robelet, devient maire sous la bannière de l'union socialiste et républicaine. Mais en octobre 1947, la campagne électorale est centrée autour de l'incertaine et problématique reconstruction du port : la SFIO refuse toute union avec le PCF et installe une liste d'adjoints SFIO homogène.
La ville ne compte toujours que 21 136 habitants en 1953, l'année où Paul Asseman, SFIO et adjoint au maire depuis 1947, s'assure de l'appui des élus de droite du groupe indépendant, liés à la Chambre de Commerce, pour devenir maire en battant Albert Sautière, pourtant désigné à une très forte majorité par la section socialiste pour être candidat. Les milieux économiques évitent ainsi une alliance SFIO-PCF et souhaitent fixer les règles du jeu pour l'avenir. C'est l'époque de la fondation de la Société Centrale Immobilière de la Caisse des Dépôts et Consignations (SCIC) en 1954 et des SEM d’aménagement en 1956.
En 1955, la planification économique et l’aménagement du territoire commencent à converger, lorsque sont rendus obligatoires les programmes d’actions régionales dans le cadre du Plan. Dès 1955 aussi, un autre SFIO, Albert Denvers, député-maire de Gravelines, se lie lui aussi à Paul Asseman et son adjoint Claude Prouvoyeur, intendant du Lycée "Jean Bart", qui avec Marc Burnod, fils du responsable de l’édition Dunkerquoise de La Voix du Nord réfléchit à une association pour le "Grand Dunkerque", effectivement créée en 1961. Albert Denvers préside dès 1956 à 1985 l'Union nationale des HLM et cumule la présidence des trois principaux offices publics du Nord, dont l’Office départemental HLM, car le projet Usinor va aussi obliger à accueillir des salariés d'autres régions, le littoral flamand étant en pénurie de main d'œuvre.
Une nouvelle classe politique dunkerquoise, émerge, issue d'un "groupe de cadres, dirigeants d’entreprises locales, fonctionnaires, professions libérales", tandis que les démarches des milieux économiques et des élus comme Paul Reynaud et Albert Denvers, permettent de retenir Dunkerque pour Usinor,. Ils obtiennent dès 1959 la création de la première des zones à urbaniser en priorité (ZUP) aux « Nouvelles Synthes », les ZUP étant créées par le décret No 58-1464 du 31 décembre 1958. Dès juillet 1959, trois syndicats intercommunaux sont créés, pour le système d’assainissement, l’abattoir intercommunal et le réseau d’eau potable.
Deux courants se forment autour de l’enjeu Usinor, qui sont d'abord très proches: la mouvance du député SFIO Albert Denvers et celle de l’Association pour le Grand Dunkerque, soutenue par les associations catholiques et la mairie, formalisée en 1961, puis appuyée officiellement par la chambre de commerce, où la bourgeoisie portuaire dominera jusqu'en 1971.

### L'élan technologique: oxygène pur, minéraliers et train continu

#### Le succès des deux laminoirs en train continu
Le complexe sidérurgique dunkerquois vise à construire le 3e laminoir en train continu français, bien plus grand que les deux autres, profitant encore plus de la mécanisation. Dès 1937, François de Wendel envisage de commander aux États-Unis, où cette technologie émerge, un « train de laminoir à bande », pour des aciers plats, comme les tôles minces de l'automobile. Il lui faudra regrouper 9 sociétés sidérurgiques le 13 décembre 1948 la Sollac, pour construire celui de Serémange, importé des États-Unis, d'une capacité d'un million de tonnes par an.
Les lorrains sont pris de vitesse par les nordistes: le projet de laminoir en train continu à 0,7 million de tonnes d'Usinor était prêt le 20 février 1946, avant la création officielle de la commission de Monnet pour la modernisation le 9 mars 1946. Roger Martin, directeur adjoint de la sidérurgie de 1942 à 1946 au ministère de l'Industrie, a évalué le projet, accepté dans la foulée. La fusion créant Usinor est réalisée en 1948 et le Plan Marshall finance une partie.
Le laminoir en train continu est aussi étudié par Alexis Aron, patron des Forges et Aciéries du Nord et de l’Est, réfugié dans les Alpes, qui a rédigé en 1943 des projets pour la future sidérurgie européenne et prépare dès 1944 un plan de rationalisation, spécialisation, et standardisation des produits de la sidérurgie, assorti d'une réorganisation géographique. Avec Maurice Borgeaud et René Damien, il fait partie de la commission Jean Monnet, qui en 1946 souligne la faible productivité française: 53 tonnes à l'heure contre 90 en Allemagne. La Chambre syndicale de la sidérurgie française (CSSF), critique l'approche de Jean Monnet et obtient d'amender ses projets, dans le sens de mettre en place la modernisation des usines avant les fusions. René Damien finit par soutenir ce processus, moins tourné vers la cartelisation, envisagée par François de Wendel et des industriels de Lorraine.
La Commission de modernisation et d'équipement du plan Monnet avait en effet préconisé l'installation de deux trains à bandes, l'un dans le nord, l'autre dans l'est, avec l'aide du Plan Marshall. Chez Usinor-Denain, cette technologie requiert une fusion, pour partager son coût, entre la fusion des Forges et Aciéries du Nord et de l'Est et la société de Denain-Anzin, les deux grandes entreprises sidérurgiques du Nord de la France
Les travaux débutent le 1er octobre 1948 et le train est mis en route le 15 mars 1951. La construction des laminoirs de Denain et de Montataire a couté 26,6 milliards de francs. L'équipement électrique inclut 1 100 moteurs Westinghouse, d'une puissance variant de 1/4 à 5 000 chevaux, et a nécessité 350 km de câble sous tube d'acier pour 100 000 ch, grâce à EDF et la centrale à gaz de hauts-fourneaux de l'usine. Dès 1954, Usinor est très endetté (53 % de son chiffre d'affaires). Cette installation de capacité moyenne verra ses potentialités se révéler bien supérieures aux prévisions. Aux États-Unis comme en Europe de l'Ouest, la taille idéale du complexe sidérurgique va suivre celle des laminoirs à chaud de produits plats : un peu moins d'un million de tonnes dans les années 1930, près de deux millions de tonnes en 1950  puis trois millions de tonnes en 1960.

#### Les grands minéraliers, moins chers mais exigeants
Les navires minéraliers géants sont une nouveauté sur les mers à la fin des années 1950, même si ce genre de navires existait de longue date sur les Grands Lacs de l'Amérique du Nord pour le transport des minerais de fer, d'un des bords de ces lacs à l'autre.
La flotte des minéraliers est en forte croissance en 1956 — avant la crise de 1959 qui va ralentir les constructions navales . Vers la fin de 1958, la flotte mondiale comporte une centaine de navires minéraliers, représentant quelque 3 millions de tonnes en lourd, soit une moyenne de 30 000 tonnes, tirée vers le haut par les navires minéraliers géants apparus aux États-Unis. L'administration maritime américaine a fixé une norme appelée "Bulk Cargo", navire de 177 mètres de long, et 10 mètres de tirant d'eau, d'un port en lourd de 24 000 tonnes mais le pays est déjà équipé en 1958 de trois superminéraliers de 60 000 tonnes, destinés au minerai de fer (Ore-Chief, Ore-Titan, et Ore-Transport), longs de 231 mètres.
À la même époque, les armements français font construire des minéraliers de 15000 à 25 000 tonnes, qui représentent déjà une forte progression en quelques années, par rapport aux cargos autrefois chargés du minerai. Les Ateliers et Chantiers de France, à Dunkerque, font construire en 1958-1959 un minéralier de 30 000 tonnes pour l'Union Industrielle et Maritime, spécialisée dans le transport des minerais. Le but est de transporter les minerais à des prix beaucoup moins élevés que par de simples cargos trois fois moins remplis, avec à la clé une économie de 36 à 40%, à condition de mettre le cap sur des ports où les minéraliers ne soient pas contraint d'attendre l'accès (par suite de marées ou de durée d'éclusage) et où il est possible de décharger au moins un millier de tonnes à l'heure, afin de permettre une rotation des navires approvisionnants le haut-fourneau.
Le Port des Sept-Iles, au Québec, où l'on peut décharger 6 250 tonnes environ en une heure est cité en exemple. Pour répondre aux exigences des minéraliers, celui du Havre créé deux postes spéciaux, spécialement équipés, au bassin Théophile-Ducrocq, ouvert sur la mer, sans écluse d'entrée.

#### Les fourneaux à oxygène pur opérationnel dès 1953
Le deuxième pari stratégique futuriste des années 1950 que représente Dunkerque est l'acier à oxygène pur. Alors que la productivité du laminage continu, totalement mécanisée, et des hauts fourneaux a progressé (agglomération du minerai, mécanisation intégrale des chargements, recours au minerai à forte teneur, économies d'échelle), celle des aciéries au procédé Martin-Siemens demande beaucoup de main-d'œuvre, tandis que le procédé Thomas correspond de moins en moins aux exigences des débouchés en croissance, comme l'automobile. De nouveaux procédés d'affinage par injection d'oxygène pur permet d'employer trois fois moins de main-d'œuvre. Un premier essai d'échelle industrielle réussit en 1953 en Autriche avec le procédé LD, dans le sillage des tentatives de Robert Durrer et Theodor Eduard Suess, pour des fontes hématites (faibles en phosphore), puis l'Institut de recherche de la sidérurgie (IRSID), cofinancé par les sociétés et l'État, met au point en 1958 le procédé OLP (Oxygène Lance Poudre), dit aussi "LD-Pompey" pour traiter cette fois les fontes phosphoreuses.
La fourniture d'oxygène gazeux aux convertisseurs Thomas a entrainé la construction à Dunkerque d'une nouvelle usine par Air liquide, équipée de 2 oxytonnes de 350 tonnes par jour. En 1960, Usinor dote son usine de Denain d'un convertisseur à oxygène pur OLP (Oxygène Lance Poudre), relié à celui de Dunkerque par un pipe-line de 120 kilomètres, assurant souplesse et sécurité à l'approvisionnement.

### L'élan du boom de l'auto et de l'électricité
La création de l'usine répond à un marché de l'acier en très forte croissance. Dès 1956, les 4 groupes représentant 70 % de la sidérurgie française et leurs 1,15 million d'employés ont dépassé leurs possibilités de production. La paix sociale y a été acquise depuis 1954 par des hausses de salaires malgré l'allongement du travail hebdomadaire à 55 heures, mais la sidérurgie française "s'essouffle à suivre la demande intérieure qui augmente de 47 % et une demande de la CECA accrue de 43 %". Après les matières plastiques, c'est le secteur en 2e position pour la croissance (indice 163 en 1958 pour 100 en 1952), grâce au doublement de la production automobile, qui engloutit des tonnes d'aciers plats et souples, de nouvelle génération.
Les prévisions du 2e plan (1954-1957) ou plan Hirsch ont sous-estimé cet essor essor de l'automobile au milieu des années 1950. La production américaine passe pourtant de 5 millions en 1949 à près de 8 millions en 1955. En 1956, Goldman Sachs devient célèbre à Wall Street en pilotant l'introduction en Bourse de Ford, d'un montant record à l'époque, 700 millions de dollars, alors qu'Henry Ford s'y était toujours opposé. Et à partir de 1953, les Européens rattrapent leur retard sur les Américains: ils deviennent leaders sur le marché des petites et moyennes cylindrées. Vedette de la Bourse milanaise, Fiat symbolise le « miracle économique italien » : 700 000 automobiles vendues en 1955, puis 10 millions cinq ans après. Des industriels américains s'implantent en Allemagne, devenue premier constructeur européen. La France est en avance sur les autres. Les prix des autos y baissent dès 1954, pour la première fois depuis des années. La 4CV est la première voiture française vraiment populaire, grâce aux affiches publicitaires signées Raymond Savignac. C'est le symbole d'une liberté et d'une joie de vivre retrouvée pour une nouvelle population d’acheteurs, appréciant les congés payés malgré de faibles moyens. Elle a 29% du marché français en 1950 contre 19,5 % pour la Peugeot 203 et garde la tête de 1949 à 1954, période qui voit ses ventes progresser de 114%.

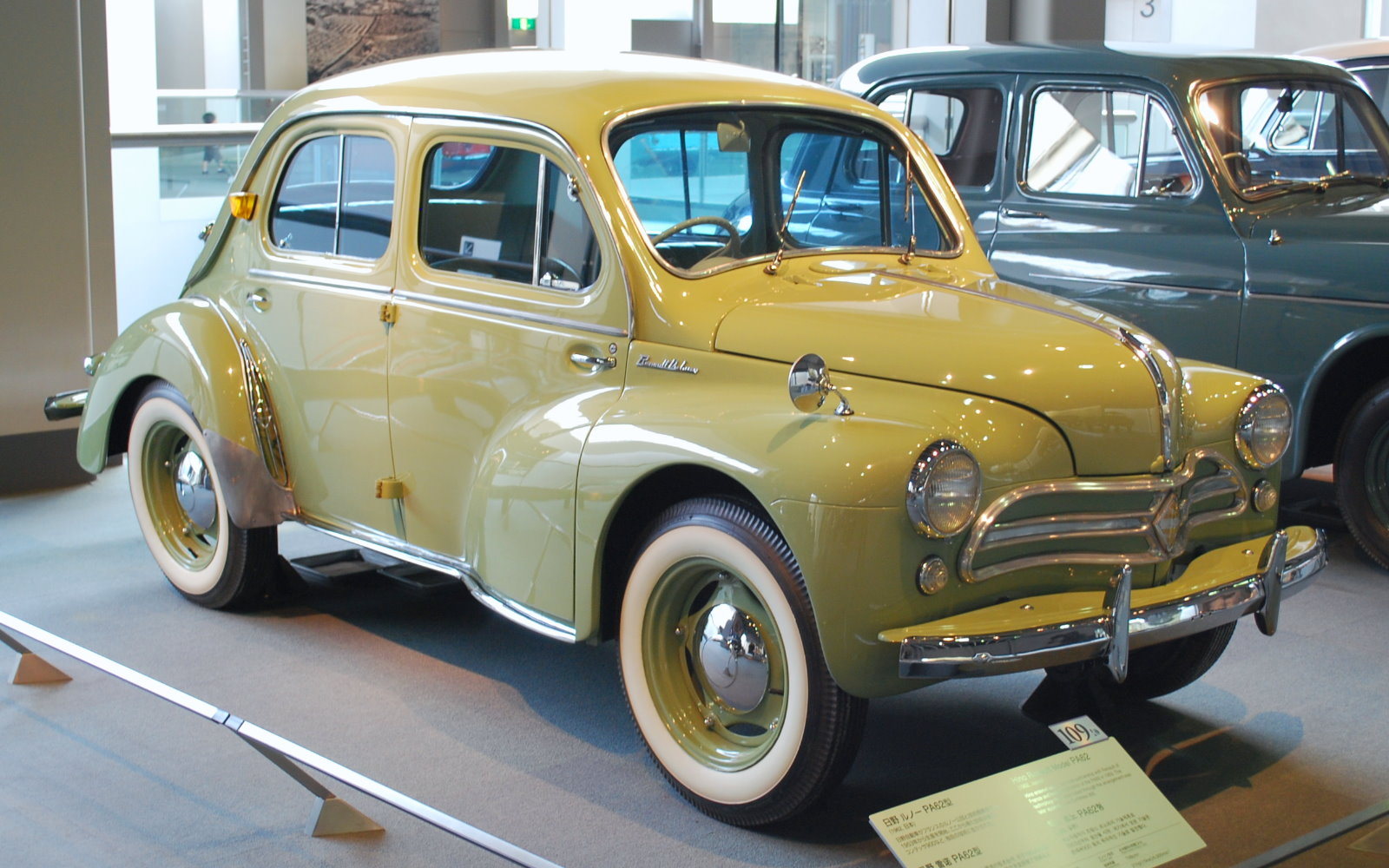
La Hino 4CV japonaise.

Le succès est tel que même l'Amérique importe en 1951 près de 170 000 exemplaires de la 4CV. Le 26 février 1953, Renault signe aussi un accord à Tokyo avec Shoji Okubo. Les ménages français découvrent les crédits auto, à l'américaine, pour s’offrir un nouveau véhicule.
La Simca Aronde 9 construite de 1951 à 1955 est aussi un énorme succès, encore plus rapide, inspiré par celui de la Peugeot 203, lancée en 1949, unique modèle Peugeot jusqu’en 1954 et la sortie de la 403, première voiture française Diesel de série.
La très forte croissance de la sidérurgie dans le sillage de celle de l'automobile cause rapidement une pénurie de salariés, qui sera d'autant plus aigüe à Dunkerque que la nouvelle usine requiert des compétences souvent absentes localement, l'Usine des Dunes se consacrant plutôt aux aciers spéciaux.
Le recrutement vise à 40 % à 45 % des ouvriers qualifiés alors que 45 % des personnes en âge de travailler dans l'agglomération de Dunkerque n'ont aucun diplôme d'enseignement général et 80 % pas non plus de diplôme d'enseignement professionnel; 86 % de la population n'a pas dépassé le niveau du certificat d'études primaires et seulement 10 % a un CAP. L'élèvement des niveaux de qualification entre 1962 et 1970 provient essentiellement des ouvriers migrants.

### L'élan financier du plan Marshall stoppé par la CECA?

#### Les Américains ont changé radicalement d'approche
Le contexte international a changé. Les États-Unis sont en plein maccarthysme, le plan Marshall lancé en 1947 est mal vu. Des économistes libéraux comme Ludwig von Mises ou Wilhelm Röpke en dressent la critique : la subvention américaine des économies occidentales va contre la restauration du libre-marché. La création de la CECA va dans le sens de cette restauration en supprimant les droits de douane pour ouvrir les frontières.
La loi américaine d’aide à l'Europe de 1952-1953 inclut un amendement pour le développement de la productivité, voté par acclamation au Sénat américain, convaincu de la ringardise de l’industrie européenne, qui a pour fonction politique de faire baisser les suffrages communistes. Il accorde 2 à 4 millions de dollars, montant très faible malgré la propagande autour de la productivité.
Représentés par Dwight D. Eisenhower, commandant suprême des forces alliées en Europe du 2 avril 1951 au 30 mai 1952, les américains supervisent la signature du « traité de Paris » – le 18 mai 1952 – instituant la Communauté européenne de défense (CED), entre les six pays de la Communauté européenne du charbon et de l’acier (CECA). Dwight D. Eisenhower a une entrevue le 27 juin 1951 avec Jean Monnet, qui souhaite tenir compte des revendications allemandes « réarmer les Allemands, sans effrayer les Français », par la création d’une armée européenne sous commandement international, mais de fait sous commandement américain.
Les Français redoutent alors les coupes dans les programmes d’aide américains, qui commencent dès 1952. Pour obtenir les dollars, ils s'appuient sur la lutte en Indochine et les constructions européennes en formation (CECA, OTAN, CED) pour lesquelles vibre le Congrès américain. Fin 1952 Eisenhower est élu président américain, et son secrétaire d'État John Foster Dulles remet la pression sur la France par la menace d'une « réévaluation déchirante » des aides américaines en cas de refus français de la CED, ce qui soude le bloc anticédiste. Le vote conjoint des gaullistes et des communistes, le 30 août 1954, fera échouer la CED.
Entre 1955 et 1957 les États-Unis exporteront vers l'Europe deux fois plus de charbon qu'au cours des années 1945-1947, alors que l'Europe était "passée d'une rare pénurie à une évidente surproduction". Résultat, "via des crédits négociés aux États-Unis"s, la Haute Autorité de la CECA met en chantier une réduction de la production européenne, "y compris en
en payant le coût socia", "loin des objectifs initiaux".

##### Les compensations des sidérurgistes
En vue de l'ouverture des frontières, le patronat de la sidérurgie tente d'obtenir des compensations. Il demande les mêmes conditions de concurrence que dans le reste de la CECA et la non soumission à l'impôt du stock indispensable pour y faire face. Pour l'amadouer, le gouvernement français décide en 1951 la bonification des intérêts des emprunts obligataires pour cinq ans, ramenant le taux d'intérêt réel à 4,5 %.

#### Les trusts allemands reviennent en Lorraine
La Communauté européenne du charbon et de l'acier (CECA) entre en vigueur dès mai 1953 et risque de rapprocher l'acier lorrain des trusts allemands, en pleine reconquête commerciale, et historiquement liés au minerai de fer lorrain. Tout au long des 48 ans d'annexion allemande de la Lorraine, les multiples projets de canalisation de la Moselle furent écartés, par crainte du préjudice aux "recettes de l'administration des chemins de fer prussiens" et à "l'industrie métallurgique de la Ruhr", deux motifs rappelés par chambre de commerce messine le 7 mai 1910. Depuis 1870, la Ruhr ne conçoit la Lorraine que comme une annexe subordonnée à ses besoins.
La chambre de commerce obtient après 1918 un Canal des mines de fer de la Moselle (Camifeco), de Metz à Thionville, inauguré en 1932. Son trafic atteint certaines années 1,5 million de tonnes, mais les Allemands refusent toujours le moindre travail de leur côté.
La question revient à la Libération. La loi du 10 avril 1952 ratifiant la CECA prescrit au gouvernement français "d'engager, avant l'établissement du marché commun, des négociations" pour une "réalisation rapide de la canalisation de la Moselle entre Thionville et Coblence".
Mais les Chemins de fer fédéraux allemands, créés en 1949 et en position de force sur cet axe depuis 1870, cassent les prix pour saper la rentabilité future du Canal, réussissant à reporter de 15 ans son entrée en service. L'article 70 du traité de la CECA sur les "conditions de prix comparables aux utilisateurs placés dans des conditions comparables" n'est pas respecté. L'Allemagne continue à favoriser son accès au minerai lorrain mais décourager l'exportation d'aciers finis lorrains concurrents.
Seule concession obtenue par la CECA, en 1954, le tarif de transport du charbon à coke de la Ruhr à Thionville a baissé de 2 400 francs à 1 800 francs la tonne, mais les experts estiment à 1 200 francs par tonne, un tiers de moins, le coût permis par la canalisation de la Moselle. L'économie serait aussi de 30 % pour une tonne de minette lorraine livrée à une usine de la Ruhr, et près de 50 % pour une tonne d'acier exporté vers Anvers ou Amsterdam.
Compte tenu d'un trafic annuel escompté de 10 millions de tonnes (5 millions de minette et aciers lorrains partant vers la Rhur et 5 millions de coke en revenant) ils estiment qu'elle apporterait la sidérurgie française, une économie de 5 à 6 milliards de francs. Cette baisse sensible des coûts de transports vers la Ruhr ou les ports belges et néerlandais serait assez profitable à l'acier lorrain pour couper le cours du fleuve par 14 barrages pour une dénivellation totale de 90 mètres et une longueur moyenne des biefs de 19 km.
Aux oppositions des industriels du Nord français, s'ajoutèrent celles des sidérurgistes de la Ruhr allemande, mais aussi de la Belgique, préconisant un canal du bassin lorrain vers la Sambre. Tous redoutent la sidérurgie lorraine, longtemps désavantagées par les voies navigables, qui serait rendue plus compétitive par l'abaissement des frets Ruhr-Lorraine, mais surtout par la réduction des prix de transport de l'acier et produits semi-finis destinés à l'exportation par Rotterdam. Même ses fournisseurs et clients des chemins de fer s'opposent au projet. Car ni les Chemins de fer fédéraux allemands ni la SNCF ne peuvent être concurrentiels avec la Moselle canalisée, qui entraînerait une réduction du trafic ferroviaire, et un milliard de francs de pertes pour la seule SNCF. Mais en réalité, certaines usines étant à une certaine distance de la voie canalisée, le chemin de fer peut conserver l'avantage pour une partie de son trafic.
Les adversaires créent des groupements d'intérêts professionnels (Chemins de fer) et régionaux (Dunkerque et de Strasbourg), ancêtres du lobbying bruxellois. Les premiers s'appuient sur le fait que la CECA a d'abord pratiqué une politique ferroviaire, par l'harmonisation progressive des tarifs et le développement de l'électrification.

#### Des transports orientés ouest-est
Dès 1953, Anvers exporte 50 % de plus d'acier français que Dunkerque et en 1954 c'est 60% : la métallurgie nordiste proche de Dunkerque, tend à préférer l'exportation par Anvers. Dunkerque est relié à son arrière pays par un réseau navigable très ancien, coupé par de nombreuses petites écluses, pour les péniches flamandes de 280 tonnes. Une péniche effectue Lille-Dunkerque en 10 jours contre 3 jours pour Lille-Anvers, car le système navigable belge a été remanié pour les péniches de gabarit rhénan de 1 350 tonnes et le gouvernement belge a mis à l'étude l'électrification de voies ferrées entre Thionville et Anvers, combattant celle de Lille-Thionville. Le coût d'acheminement de 3 000 tonnes de Rotterdam à la Ruhr, ou d'Anvers à Liège, est d'environ 200 francs la tonne, mais trois fois plus élevé de Dunkerque à Valenciennes. Depuis l'ouverture à la concurrence de la CECA, moderniser les canaux Valenciennes-Dunkerque devient vital pour la compétitivité française. Objectif, diviser par trois le temps de voyage, pour des péniches deux fois plus grandes (1 350 tonnes au lieu de 750), égales à celle du Rhin. Les houillères du Nord sont aussi menacées par la concurrence belge et rhénane, moins portée par le prix de revient initial que les conditions de transport,. Le tonnage global des marchandises à Dunkerque en 1954 était de 6 millions contre 28 millions à Anvers, qui profite surtout du bon état des moyens de communication vers l'intérieur
"La situation est grave" : "peut-on aller contre le fait que Thionville soit à 400 kilomètres de Dunkerque et à 300 kilomètres seulement d'Anvers ?" se demande alors le géographe Yves Pasquier, en préconisant la priorité au canal du Nord sur l'aménagement de la Moselle, tout en veillant à ce que le rail n'interdise pas la modernisation concurrente des voies d'eau par des tarifs promotionnels.
Le rail est déjà sur le pied de guerre : le minerai de fer exporté vers la Belgique passe de 4 millions de tonnes en 1952 à 7 millions de tonnes en 1956 grâce à l'électrification ferroviaire de la transversale Nord-Est (Valenciennes - Thionville). Le 2 juillet 1954 est achevée la première étape de , entre Valenciennes et Charleville-Mézières / Lumes. Le 12 mai 1955 un timbre-poste célèbre l'électrification de toute la ligne. Dès 1956, plus de 2,4 millions de tonnes de minerai lorrain transitent par cette seule ligne.
Avec 3,5 milliards de francs par an, le budget de l'Office national de navigation est la moitié (au km) de celui de la Belgique ou la Hollande,et un sixième de celui d'Allemagne. Résultat, la faible densité du réseau français: 1,8 kilomètre aux 100 km2, contre 3 en Allemagne, 4 en Angleterre, 6 en Belgique, et 14 aux Pays-Bas, tandis qu'un tiers des péniches seulement a moins de 25 ans. L'Office National de la Navigation (ONN) finance les infrastructures avec les péages des écluses, largement insuffisants. La loi Morice, prévoit en avril 1953, d'y pallier par un emprunt de 12 milliards pas encore tiré en 1954.
Les utilisateurs fondent un « consortium pour la modernisation du réseau navigable du Nord »., qui tente de faire voter les crédits. Avec le soutien de la CCI de Douai, il appuie le projet de la loi Morice de 1952 puis obtient ainsi la mise en chantier du canal en 1954 par une intense action de lobbying. Mais les plans utilisés sont ceux tracés en 1932, frappés d'obsolescence. Dès 1955, la CCI de Lille estime que cet axe, certes majeur, ne doit pas rester le seul à grand gabarit.
Les ports rhénans concurrents ont de plus leurs projets d'expansion. Usinor souhaite donc que ses gros investissements à Denain, en marche depuis 1951 et progressivement renforcés puisse accéder à du minerai étranger à plus haute teneur, via le canal Dunkerque-Escaut, alors la ligne ferroviaire Valenciennes-Thionville, électrifiée en 1955 va permettre de vendre le minerai de fer lorrain en Belgique dans de gros volumes et à un coût plus bas.

### L'accélération des années 1953 à 1955

#### Du minerai en Algérie, après la Guinée et la Mauritanie
Dès 1949 Henri Malcor, président de l’Institut de Recherches de la Sidérurgie Française (Irsid), proposa à Lucien Coche de prendre la direction d’un nouveau service minerais, qui demande à installer en Lorraine une station d’essais à Maizières-les-Metz.
- en 1948, des recherches sont entreprises à Fort-Gouraud[41] et en 1950 est constituée la Société Française d'Exploitation Minière[41]. En 1952, grâce au caractère encourageant des prospections[41], la « Société des Mines de fer de Mauritanie » (Miferma) est constituée[42] Son capital est à 50 % français, à la demande de Paris[41], environ la moitié des actions appartenant à 4 sidérurgistes européens[43], parmi lesquels Usinor et British Steel (15 % anglais), le prospecteur canadien Frobisher prenant 34%[44]. Il sera remanié en 1956, des groupes étrangers nouveaux s'y intéressant[42], au moment où des "études en cours sur la réduction des minerais de fer par le gaz naturel" doivent permettre une « grande valorisation » de ces gisements[42], puis augmenté de 1,24 milliard de francs CFA en 1958[44].

Frobisher Limited cédera ses parts à la Banque Rothschild dès mars 1957. Les investisseurs sont freinés par la pénurie d'eau, les problèmes de frontière avec le Maroc, qui risquent d'alourdir les frais d'évacuation. Il faut construire de toutes pièces un chemin de fer de 650 km, un port minéralier et deux cités pour accueillir le personnel.
- en 1952 aussi, le gisement de Gara Djebilet est lui découvert dans le désert algérien, à 130 km au sud de Tindouf [42]. Certaines zones, repérées, contiennent 175 à 200 millions de tonnes de minerai à 56-57 % de fer, exploitables à ciel ouvert[45]. En 1953, le service minerais de l'Irsid a achevé sa mission[40] sur le minerai de fer lorrain et estime que les possibilités d’enrichissement sont médiocres. En août 1953, Lucien Coche quitte l'IRSID pour devenir directeur adjoint de la SGEI [46] et diriger un grand projet d'études à Gara Djebilet[40], où il implante des équipes de spécialistes étudiant, là aussi, l'exploitation minière, la construction de voie ferrée, port artificiel, cités d'hébergement des mineurs et ouvrages spécialisés[40]. De nombreux travaux de recherche et d’études sont effectués en même temps par le BRMA (Bureau de recherche minière algérien) au cours de cette même année en 1953[47],[45].

Les minerais nationaux représentaient en 1953 dans la sidérurgie française 98,8 % de l'approvisionnement français mais à partir de 1957 le recours au minerai «exotique» ou suédois, par des allemands, belges ou français, contraindra la Lorraine à mécaniser la taille et le transport du minerai, tout en réduisant le nombre de puits.

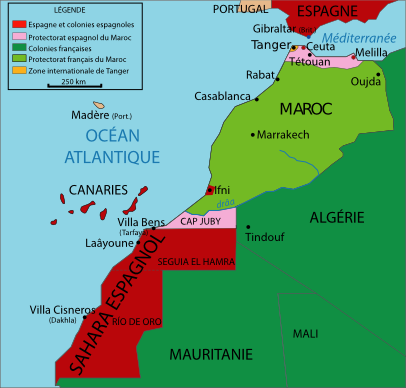
Le Rio de Oro durant la colonisation espagnole

En juillet 1956, un statut du Sahara est rédigé puis déposé en août 1956 au Parlement français et enfin voté le 29 décembre 1956, avec un « Ministère du Sahara » créé en juillet 1957. Des conversations ont lieu en août 1957 entre Paris et Madrid pour envisager une production de six millions de tonnes par an à Fort-Gouraud, avec la participation des Espagnols à l'exploitation et un passage sur le Territoire espagnol de Rio de Oro. La Banque internationale pour la reconstruction et le développement (BIRD) annonce une étude en vue d'accorder un prêt important, mais de précédentes négociations similaires ont échoué en 1952 et 1954.
En février 1957, un Comité international d'études sur Gara Djebilet réunit les sidérurgistes allemands, belges, luxembourgeois, italiens et français, examiner les aspects techniques et commerciaux de l'exploitation éventuelle du gisement. L’éloignement du port algérien le plus proche, Ghazaouet, à 1 500 km, hypothèque lourdement la rentabilité du gisement.

#### François Mitterrand et Guy Mollet à la manœuvre
Dès le tout début de l'année 1955, Albert Denis, chef du service de la sidérurgie au cabinet du ministre de l’Industrie depuis plus de cinq ans, est convoqué par François Mitterrand. Alors ministre de l’Intérieur chargé de l’Algérie (19 juin 1954 – 5 février 1955) François Mitterrand souhaite trouver une utilisation aux gisements de minerai de fer de Gara Djebilet, proche de Tindouf(Algérie) et de Fort-Gouraud (Mauritanie). Mais le gisement de Tindouf requiert une production d'au moins 25 millions de tonnes par an et l'évacuation par le Maroc.
Le haut fonctionnaire Louis Armand (ingénieur), président de la SNCF, préfère Tindouf, mais Albert Denis impose Fort-Gouraud (Mauritanie) pour sa teneur en fer de 65 %. Deux ports en eau profonde sont sélectionnés pour exploiter ces minéraliers: Le Havre et Dunkerque, qui l'emporte grâce à ses usines dans l'arrière-pays pour faire du relaminage. Les ingénieurs des Ponts promettent de creuser un Canal du Nord (France) à grand gabarit (1 350 tonnes) entre Dunkerque et les hauts-fourneaux entourant Valenciennes, où Usinor a fait monter en puissance avant 1955 son train à large bande, qui a pris quelques années d'avance sur celui de la Sollac, alors que son PDG René Damien est de loin le plus critique envers la CECA.
L'occasion de relancer la ville se présente à la suite du référendum en Sarre demandant le rattachement à la RFA à la fin de l'année 1955, qui ne fait que la souligner le manque d'acier en France et oblige le gouvernement à relancer les canalisations, en Moselle comme dans le Nord. La cause dunkerquoise est défendue avec succès par Paul Reynaud, député du Nord depuis 1946, alors président de la Commission des finances à l'Assemblée nationale
Guy Mollet, député du Pas-de-Calais et secrétaire général de la SFIO depuis 1947, qui siège dès 1952 à l'Assemblée commune de la Communauté européenne du charbon et de l'acier s'attribue l’idée d'Usinor Dunkerque, d'autant qu'un dissident de son parti s'est fait élire maire de Dunkerque en 1953. Devenu président du conseil en janvier 1956, Guy Mollet en fait l’annonce avant même de prévenir le service d’Albert Denis. Conformément à l’idée de ce dernier, le projet prend la forme d'un consortium: début 1956, Usinor fonde ainsi la « Société dunkerquoise de sidérurgie », dont elle détient 43 %, devant les 34 % du capital de Firminy-Marine, résultat de la fusion en 1954 des Aciéries et forges de Firminy avec les forges de la Marine. En échange de ces 34 %, Firminy-Marine apporte son Usine de Dunes de Leffrinckoucke, très moderne. Le restant du capital appartient à Châtillon-Commentry (18 %) et la Banque de Paris et des Pays-Bas (5 %).
En juin 1956, le préfet du Nord évoque dans son rapport mensuel les études en cours pour créer à Dunkerque une aciérie, dont le PDG d'Usinor a fait la description le 15 janvier 1956, dans un discours lors de la remise des prix de la Société industrielle du Nord, où il déplore la passivité de l'État en matière d'infrastructures.

#### Canaux et chemins de fer, les choix de 1955
Face au projet de canalisation de la Moselle, projet très ancien étudié à nouveau dès 1953 par une commission franco allemande, Louis Armand, patron de la SNCF, a présenté un contre-projet d'électrification à 25 000 volts de la ligne Thionville Coblence, soutenu par les Chemins de fer fédéraux allemands, qui en auraient possédé le plus long tronçon et sur lequel elle aurait, en fait, réglé les tarifs, contrairement aux péage fixes du régime international fluvial. En France, en 1954, une commission du ministère des Travaux publics a procédé à une étude comparative très nuancée, car l'exemple du Rhin a montré que la voie d'eau rest moins onéreuse pour les marchandises pondéreuses.
Louis Armand considère lui la voie d'eau comme un moyen de transport anachronique. Après l'expérimentation du 25 kV menée du 15 novembre 1953 au 28 juillet 1954 dans les Alpes sur la Ligne d'Aix-les-Bains-Le Revard à Annemasse, pour l’électrification en 25 kV alternatif, il souhaite étendre cette technologie au fret.
Le 2 juillet 1954 est aussi achevée l'électrification ferroviaire, entre Valenciennes et Charleville-Mézières / Lumes, qui coupe court au projet de liaison par canal vers la Sambre, puis le 12 mai 1955 un timbre-poste célèbre son extension à Thionville.
Avec les chemins de fer allemand, belge et luxembourgeois, Louis Armand créé un "Comité d'études pour la rationalisation des transports ferroviaires", front commun de lutte contre la canalisation et le plus acharné des « groupes hostiles ». La SNCF a parallèlement fait porter tous ses efforts sur l'électrification de la ligne Valenciennes-Thionville, poursuivie ensuite jusqu'à Strasbourg et Bâle mais pas Dunkerque, à qui on a promis dès la fin 1954 un canal et qui a trouvé un porte-parole célèbre, son député Paul Reynaud, ex-président du conseil, dont le cabinet est dirigé par un ancien secrétaire général de la SNCF.
Jean Monnet, pragmatique et prudent, conscient du manque d'adhésion des sidérurgistes allemands, avait refusé de compliquer les négociations, posait des problèmes d'intérêts suffisamment difficiles. C'est seulement en 1953 que se réuniront les premiers cercles d'études franco-allemands, après une intervention officielle auprès du Gouvernement fédéral, et en 1956 qu'elle est décidée: le gouvernement français doit admettre les résultats du référendum du 23 octobre 1955, par lequel les Sarrois rejettent le statut qui leur est proposé à 67,7 %, préférant le rattachement à l'Allemagne de l'Ouest, et obtenir en contrepartie satisfaction sur la Moselle. Le rapport de la commission gouvernementale franco-allemande, publié en 1956, révèle des désaccords persistant mais le 27 octobre 1956, une convention définitive est signée. En 1956, Guy Mollet annonce ainsi successivement la grande usine de Dunkerque et le canal de la Moselle, mais les travaux ne vont cesser d'être reportés, dans un contexte de sous-évaluation de la demande d'acier pour l'automobile et la construction.
Le port fluvial de Lille est historiquement reliée par le biais de canaux et de voies terrestres à Rotterdam et Anvers et Dunkerque isolée de son hinterland.
Pour faire avance le dossier, René Damien obtient que Clément Woerly, responsable des relations publiques d'Usinor, soit nommé à l'Office régional des transports du Nord en 1957.
L’agrandissement du Canal Dunkerque-Escaut ne débutera qu'en 1959, sur 143 km en passant par Neuffossé, Aire, Béthune, Lille, Douai, et Arleux et 8 écluses, parfois très anciennes, comme L'ascenseur des Fontinettes, de l'ingénieur britannique Edwin Clarke, mis en service en 1887 face à la cristallerie d'Arques et en parallèle à l'écluse quintuple des Fontinettes, construite en 1774.
En février 1962, la Conférence européenne de Ministres des Transports de l'OCDE observe qu'un projet a été défini d'un commun accord avec la Belgique, la reconstruction des ouvrages des Pontinettes et de Watten au gabarit de 1 350 tonnes ayant été inscrit à la loi-programme s'étendant sur les années 1960, 1961 et 1962 et que son achèvement pourrait être réalisé fin 1965 ou début 1966, mais c'est seulement l'année 1968 qui verra la mise en service du canal, au cours de laquelle l'autoroute Paris-Lille est encore en cours de prolongement jusqu'à Dunkerque par l’autoroute A25. À cette époque, les chercheurs observent qu'Usinor n'utilise ce canal que pour 5 % de son trafic avec l'hinterland et s'est servi du projet pour faire baisser les tarifs SNCF.
L'écluse de Mardyck, permettant de relier le canal à grand gabarit Valenciennes-Dunkerque au port de Dunkerque, devra encore être agrandie en 1971.

### L'hésitation à partir de 1956-1957

#### Le rappel du contingent en Algérie
Entre-temps, au printemps 1956, les hostilités en Algérie s'aggravent et entraînent le rappel de disponibles. Les 400 000 puis 500 000 jeunes servant sous uniforme font cruellement défaut à un système productif qui souffrait déjà d'une rareté de la main-d'œuvre.
Des tensions sur le marché du travail augmentent les coûts salariaux, ce qui est accru par la politique sociale du gouvernement Mollet, aboutissant à une hausse de 12 % en 1956 puis à nouveau de 12,5 % en 1957 des charges et salaires des entreprises.
Ainsi, c'est seulement à la fin de l'année 1958 qu'est fondée la Société Française d'Étude et d'Installations Sidérurgiques (Sofresid), pour la construction d’Usinor Dunkerque, dont l'avance technologique est pourtant pour elle synonyme d'expansion rapide à l’international. En liaison avec Usinor, elle coordine les études et travaux des cent trente fournisseurs, ainsi que leur accès à la main d'œuvre, qui manque, en particulier pour les emplois qualifiés. Près de deux millions et demi d'heures de spécialistes des bureaux d'étude sont consacrées à Dunkerque.
Nouveau ministre de l'Industrie et du Commerce du général de Gaulle, Jean-Marcel Jeanneney ouvre finalement le chantier du complexe industrialo-portuaire de Dunkerque, le 27 juin 1959, même s'il a commencé fin 1958.

#### Les critiques du patron d'Usinor envers l'État
En juin 1956, le préfet du Nord évoque dans son rapport mensuel les études en cours pour créer à Dunkerque une aciérie, dont le PDG d'Usinor a fait la description le 15 janvier 1956, dans un discours lors de la remise des prix de la Société industrielle du Nord, où il déplore la passivité de l'État en matière d'infrastructures.

#### L'arrêt du conseil d'État sur la propriété des terrains
La Chambre de commerce, meilleure alliée du patron d'Usinor, va par ailleurs perdre très tôt le contrôle sur le plan juridique, où une clarification est attendue dès 1955-1956 mais se solde par un échec : l'arrêt du Conseil d'État du 19 octobre 1956, dans l'affaire des terrains portuaires loués par une société privée près d’un port, à Bonneuil sur Marne, en région parisienne : le Conseil d’État, "en classant les zones industrielles portuaires dans le domaine public par la décision Société Le Béton [...] a considérablement compliqué la gestion portuaire", estime le juriste P. Godfrin. Le Conseil d’État a en effet confirmé l’arrêté par lequel le conseil de la préfecture (anciens tribunaux administratif avant la réforme de 1953), avait condamné la société Le Béton à verser 716 000 francs à l'Office nationale de navigation. Cette jurisprudence signifie qu'un industriel est désormais exposé aux décisions politiques car il ne peut être propriétaire du sol.

#### Le nouveau concept européen de Zone industrialo-portuaire
Le port de Dunkerque doit être reconstruit en Zone industrialo-portuaire (ZIP), avec de grands travaux pour le creusement de bassins à flot, permettant d'accueillir de grands navires transportant des hydrocarbures ou des minéraux. Ces ZIP visent des économies d’échelle sur les phases amont et aval de l’approvisionnement et la distribution, sur le modèle international des "Maritime industrial development area" (MIDA).
D'autre ZIP se préparent sur le littoral nord-européen: 
- à Rotterdam le projet dit Europoort, sur 10 000 hectares, consacrés à l’industrie chimique, pétrolière et navale est évoqué après-guerre et annoncé en 1957[5]. Le gouvernement central finance la construction des accès maritimes et terrestres, la municipalité – à qui le port appartient – les bassins et les quais. Maître d’ouvrage du projet, l’autorité portuaire municipale[5].
- À Anvers, en 1956, une convention entre la Ville et l’État acte la naissance du Plan décennal (1955-65) qui prévoit l’aménagement d’une zone industrielle de 3 000 hectares sur la rive droite de l’Escaut, avec plusieurs quais le long d’un nouveau canal, sur 3 000 hectares[5]. Le gouvernement central accorde 4,2 milliards de francs belges au projet, piloté par une commission regroupant des représentants de la Ville[5].
- À Ijmuiden (près d’Amsterdam), sont modernisées à la même époque les installations sidérurgiques installées dans l'entre deux-guerres[5].

#### La sanction politique locale
Après sa défaite de 1953, le Parti Socialiste de l'arrondissement de Dunkerque avait consolidé ses positions et son leader Albert Sautière se convainc que toutes les affaires municipales jugées douteuses ont redoré le blason socialiste aux dépens du maire de Dunkerque, comme l'avait montré le très bon score de Maurice Mollet (SFIO) élu conseiller général du Canton de Dunkerque-Est en 1955. Dès janvier 1956, une motion du congrès radical d'arrondissement de Dunkerque demande de nouvelles élections municipales et en avril 1956, les 14 élus municipaux SFIO et PCF de Dunkerque démissionnent en espérant reconquérir la mairie, mais malgré ce contexte, ils sont battus: la SFIO perd 3 sièges à la municipale partielle de juin 1956 tandis que le socialistes autonomes du maire Paul Asseman obtiennent neuf sièges et le PCF sept sièges.
Les législatives de 1958 voient la création d'un nouveau mode de scrutin et d'une grande circonscription électorale du littoral du département du Nord. Le maire Paul Asseman, ex-figure SFIO locale, a rejoint le nouveau Parti socialiste autonome, mais soutient indirectement Albert Denvers, figure du soutien au projet Usinor, qui a aussi l'appui officiel de l'aile gauche du MRP. Ainsi, il réussit à endiguer la lame de fond gaulliste mais aussi à neutraliser un PCF très implanté dans les ports, et qui percera à Saint-Pol-sur-Mer en 1959 avec Gaston Tirmarche. Paul Reynaud, autre soutien affiché du projet Usinor, devient candidat unique de la droite dans l'autre circonscription flamande.

#### La crise de Suez et flambée des prix du pétrole
La crise de Suez prive le pays de 90 % de ses approvisionnements énergétiques, vide les stocks et contraint à importer à prix fort des produits raffinés, le prix moyen des importations grimpant de 50 % en 1956. Les industriels ayant anticipé à la hausse pour faire des économies d'énergie en sollicitant davantage le charbon et l'électricité, les conséquences inflationnistes sont vite apparues. Moins d'un an après, la Banque de France réagit en relevant le taux de l'escompte, de 3 à 5 % en août 1957.
Dès 1957 la CGT mène des grèves perlées qui font chuter la production de moitié dans son bastion de Denain, qui emploie 7 000 personnes. Dans un rapport écrit la même année, René Damien souligne que les variations cycliques rendent difficile l'investissement dans l'acier, d'autant que d'autres investissent lourdement, ce qui créé une pénurie de capital, de main d'œuvre et de compétences.
La France ne peut pas financer à la fois la guerre d'Algérie et les conséquences de l'Expédition de Suez de 1957, anticipées sur les marchés de l'énergie par un renchérissement des coûts. L'installation des hauts fourneaux d'Usinor à Dunkerque va donc être retardée, d'autant que l'endettement d'Usinor atteint 37 % dès 1958.

##### Aggravation de la pénurie de main d'œuvre
Les entreprises de chantiers, appuyées par Usinor, sont celles qui font le plus appel aux « marchands de viande », afin d'accélérer le rythme des travaux, en relevant les salaires si nécessaire. En introduisant des bureaux de main-d’œuvre, elles créent sur le marché de l'emploi dunkerquois, un désordre tel que toutes les entreprises doivent faire appel à du personnel temporaire. Les chantiers navals, qui utilisaient le plus de main-d’œuvre qualifiée, avec des salaires peu élevés, accusent de fortes pertes de productivité(-15 %).
La « grève civique » du 30 mai 1958, contre la prise de pouvoir par le général de Gaulle mais surtout « le coup de force » du 13 mai, est suivie par 65 % de grévistes dans le Nord, avec un nombre inédit de manifestants à Lille, mais des défections ailleurs par crainte d'une manifestation politique. Dans le Pas-de-Calais, 70 % des instituteurs sont en grève, mais dans le secondaire les chiffres du SNES sont moins triomphants. À Calais, la grève est suivie à 85 % par le personnel enseignant de la ville et des en virons.
Le service militaire étant prolongé pour cause de guerre d'Algérie, la main-d’œuvre se fait plus rare et plus chère, au point que la CCI de Boulogne-sur-Mer se plaint de hausses de salaire supérieures aux revalorisations des conventions collectives et réclame une politique d'immigration pour pallier cette pénurie.
La solidarité entre la Côte d'Opale et les soldats français présents en Algérie ou les Algériens sur le sol national s'exprime à travers des dons aux associations caritatives, des aides, des secours. Dunkerque est l'agglomération du littoral où la main-d’œuvre d'origine nord-africaine est la plus nombreuse, en raison du grand complexe sidérurgique en cours de création. Le Préfet appelle à un effort en vue de l'adaptation des immigrés dans des cités de transit et la CCI se dit prête à rechercher un terrain pour la construire et accorde subvention à la Croix-Rouge locale.
De 1955 à 1961, le rythme moyen de construction dans l'agglomération dunkerquoise s'élève à peine à 1 600 logements par an. Le démarrage de la ZUP des Nouvelles Synthes n'est effectif qu'en 1962, avec 2 200 logements construits sur l'année et iI faut attendre 1963 pour que les 9 400 logements anéantis pendant la guerre aient été tous reconstruits ou réparés. Le rythme de construction de logements diminue même de 1962 à 1970: moins de 1.500 logements/an en moyenne. En 1972, la CUD, en accord avec la CCI, reprend à son compte l'objectif de construire 4 000 logements par an, placé au rang des priorités.
Le rapport de la CUD de 1974 sur la politique urbaine à Dunkerque note que l'État n'a consenti l'effort nécessaire qu'à partir du 6e plan (1971-1975), en termes de logements financés, l'objectif des 4 000 logements par an ayant été dépassé au cours des trois premières années du 6e plan (1971-1975).

### 1958: l’État ne répond plus

#### Le ministère des Finances gèle le dossier
En 1958, le Fonds de Développement Economique et Social, créé par le décret du 30 juin 1955 refuse de financer la construction de l'usine et le ministre des finances Valéry Giscard d’Estaing déclare l'année suivante que « L'état pourrait les soutenir par une allocation de taux d'intérêt favorable seulement si le marché des capitaux n'a pas pu financer l'usine de Dunkerque ».

#### 4eplan  (1962-1965)
Les travaux de préparation du 4e plan font le constat que la France passe d'une situation de pénurie à une relative abondance : la consommation de masse fait son apparition. Ce plan va donc prévoir d'augmenter la capacité française de production d’acier de 17,8 millions de tonnes en 1960 à 24,5 millions de tonnes en 1965, dont 25 % à oxygène pur (soit 25 %), avec 51 % de minerai aggloméré en 1965 contre 15%. Mais le 4e plan prévoit aussi la modernisation d'autres secteurs jugés « retardataires » (secteur hospitalier, autoroutes et télécommunications.
Une des commissions de ce 4e plan propose un relèvement des prix de l'acier mais aussi l'accès le plus large au marché financier français et éventuellement étranger, ainsi qu'un élargissement du régime de bonification des intérêts des emprunts obligataires, car les besoins en investissements représentent 1,2 fois le chiffre d'affaires total de 1960 et supposent un résultat brut d'exploitation constamment supérieur à 15 % du chiffre d'affaires, alors que les produits de substitution gagnent en importance : plastique, aluminium.
Les rédacteurs du 4e plan estiment que les réserves financières des sociétés sidérurgiques sont moins du dixième nécessaire, car l'énormité du projet Dunkerque oblige les concurrents d'Usinor à occuper le terrain, dans l'espoir de freiner le projet. Sollac parvient à doubler la capacité de son train à large bande, de 1 à 2 millions de tonnes par an, tandis que la famille de Wendel, jusque là cantonnée à ses douze vieux hauts fourneaux de Jœuf et Moyeuvre, ses 10 convertisseurs Thomas et 16 laminoirs, a annoncé la construction d'une usine neuve intégrée dans la vallée de l'Orne, cinq hauts fourneaux neufs, les plus grands d'Europe, avec de 8 à 12 mètres de creuset, et une aciérie à oxygène pur. De Wendel y annonce un peu plus tard une montée à 4 millions de tonnes par an puis évoque un éventuel "train à large bande". Par ailleurs, un projet ancien d'usine sidérurgique à Bône, en Algérie est repris, en parlant de l'aide de Schneider, dans le cadre du Plan de Constantine.

### 1959-1961: le projet relancé sous la coupe d'Usinor
En 1959, René Damien estime que l'investissement s'élève à 60 milliards de francs. Malgré sa situation financière à peu près favorable, Usinor tente d'obtenir un soutien public. Lors de l'assemblée générale des actionnaires du 16 mai 1959, René Damien lance un avertissement à l'État: "l'investissement peut être envisagé seulement si nous sommes sûrs que cette usine ne sera pas lancée par les pouvoirs publics dans une situation affaiblie en comparaison des usines semblables en Allemagne, Hollande ou l'Italie".
Usinor augmente son capital en 1959, de 331 à 500 millions de francs, ce qui est encore insuffisant. En 1956, 1957 et 1958, Usinor avait emprunté de gros montant auprès du GIS dont il sera chaque année le premier bénéficiaire, de 1956 à 1962 après avoir été le second en 1953 et 1954. En 1961, Usinor s'adresse à nouveau au FDES, qui refuse encore avant d'accepter en 1962. De 1960 à 1964, Usinor devra trouver 26 milliards de francs, dont 1,6 milliard pour Dunkerque. Début 1961, il reçoit 100 millions de la CECA, ainsi que deux injections de la Caisse des dépôts en consignation en octobre 1960 et en 1961. Le recours à nouveau au GIS totalisera 60 millions en 1966, 100 millions en 1967 et 130 million en 1968.
Le groupe souligne alors qu'il participe aussi à la construction d'habitations à loyers modérés pour ses salariés.

#### Le pas de deux de l'usine des Dunes
Important en raison de son expertise dans les aciers spéciaux, l'apport de l'Usine de Dunes de Leffrinckoucke au projet Usinor n'est finalisé qu'en 1959 : Firminy-Marine doit garder ses stocks et conserver pendant 6 ans l’exploitation, mais se retire peu de temps après. En effet, face à la concurrence de la Sollac, Usinor souhaite anticiper l'installation à Dunkerque d'un train de laminage continu, impliquant un nouvel effort financier pour Firminy-Marine, que cette dernière estime ne pouvoir supporter. Alors que projet initial prévoyait seulement un train à tôles fortes de 0,3 million de tonnes par an, il a grossi depuis 1955, pour envisager une première tranche trois plus importante, avec un train à large bande et une capacité d'agrandissement à 4 millions de tonnes. Dans d'autres pays, ce sont des sidérurgistes plus puissants, ou ayant un financement d'État, qui finalisent de tels projets. Mais dès le début des années 1950, les hauts-fonctionnaires français se méfient des investissements lourds des grands trains à bande d'Usinor et la Sollac, qui ont vu le jour grâce au Plan Marshall.
Théoriquement, l'alliance de Firminy et de Châtillon, majoritaires dans le capital, pouvait contrebalancer l'influence d'Usinor au sein du projet Usinor-Dunkerque, car ce dernier n'est pas majoritaire au capital. En fait, René Damien, le président d'Usinor, soutenu par le gouvernement Debré peut décider unilatéralement de tripler les capacités de production d'Usinor-Dunkerque, provoquant le départ de ses partenaires.
Usinor va donc brutalement s'endetter : 37 % de son chiffre d'affaires en 1958 puis 87 % cinq ans plus tard, en 1963. Usinor restera en 1965 la société sidérurgique la plus endettée: 71 % du chiffre d’affaires hors taxe et des frais financiers à 41 % du résultat brut d’exploitation. Firminy-Marine avait conservé une autre usine déjà moderne à Saint-Chély-d'Apcher, en Lozère, mais refusé, après la fusion de 1954, de les unir tout de suite aux usines plus anciennes de la Loire de CAFL, qui avaient, elles, besoin d'une modernisation de l'outillage, afin de préférer le projet Usinor-Dunkerque.
Grâce au four électrique de son Usine de Dunes de Leffrinckoucke, Firminy-Marine dispose déjà de beaucoup de clients dans le chemin de fer et contrôle alors 60 % de la production nationale d'essieux montés et roues monoblocs, mais aussi 20 % à 25 % de la production mondiale des masses-tiges pour la prospection pétrolière, marché en pleine expansion à la fin des années 1950. Firminy-Marine a donc déjà son propre projet d'extension, qui prend de l'épaisseur au fil du retard pris par le projet Usinor.
Firminy-Marine préfère ainsi se retirer en 1959 et devenir en 1960 une société de portefeuille, qui apporte ses deux usines modernes à la CAFL, ainsi dotée de neuf usines : six dans la Loire, et les trois autres à Leffrinckoucke, Saint-Chély-d'Apcher et au Boucau. En 1960, Firminy-Marine revend donc ses parts dans la « Société dunkerquoise de sidérurgie » à Usinor, qui la contrôle ainsi à 100 % mais se retrouve finalement plus endetté mais aussi privé de l'Usine de Dunes de Leffrinckoucke, qui tourne à plein régime et emploie, dès 1964, 2 200 personnes, assurant à elle seule 20 % du chiffre d'affaires des 9 usines de la CAFL. Quelques années plus tard, elle rejoindra les chantiers navals de Dunkerque au sein de Schneider (Groupe Empain).
Firminy-Marine, cotée en Bourse, va même créer une holding commune avec Schneider (Groupe Empain), qui a acquis en novembre 1973 environ 32 % de ses actions. Puis elle fait l'objet au début de décembre 1974, d'une offre publique d'échange lancée par surprise par le groupe né en 1966 de la fusion, en novembre 1966, de Denain-Anzin-Nord-Est et de la Société des aciéries de Longwy. Cette OPE, lancée juste avant le Premier choc pétrolier, fait réagir la Compagnie lorraine industrielle et financière (CLIF) de la famille de Wendel, qui aussitôt ramasse en Bourse 20 % du capital de Firminy-Marine, pour fonder la holding Marine-Wendel en juin 1975.

### Les travaux d'Hercule dans les sables
L'usine voit le jour grâce à des travaux pharaoniques : 15 000 000 mètres cubes de sable déplacées, 450 hectares dont 85 gagnés sur la mer, un sol naturel surélevé de 9 mètres et le recours à 450 000 tonnes de béton et 150 000 tonnes de poutrelles d'acier.  Une digue de 7 km est construite pour abriter les quais où viendront accoster les navires minéraliers. Les chantiers mobilisent 4 000 à 5 000 ouvriers et les commandes de matériel d'équipement à l'industrie régionale et nationale ont fourni une masse considérable d'heures de travail et de salaires même si elle est difficilement calculable. La partie mécanique du train continu est commandé à la division laminoirs des établissements Delattre-Levivier à Valenciennes. Des PME locales comme Looten Industries, jusque là spécialisées dans le négoce de quincaillerie, modifient leur modèle économique pour se spécialiser dans les fournitures industrielles.
Le bâtiment central d'Usinor pourrait accueillir la cathédrale de Notre-Dame, et l'usine produit 7 millions de tonnes d'acier, grâce à une main d'œuvre plus productive que dans les usines précédentes, grâce aux procédés d'oxygène pur. Elle emploie 1 350 personnes dès l'ouverture en 1963 puis 3100 dès l'année suivante et jusqu'à 11 600 salariés en 1976,.
Le chantier de construction gagne une partie de la surface sur la mer, le terre-plein étant comblé avec le sable obtenu par le creusement du bassin maritime (la dérivation du canal de Bourbourg). Une nouvelle écluse (Wattier) est construite en 1959 pour des navires de 50 000 tonnes et une nouvelle darse (la 6) est mise en service en 1963. Dans ce but, apparait une gare de triage, devenue ensuite en 1971 la plus grande de France, l’écluse Charles de Gaulle.

### La mise en route des hauts-fourneaux à partir de 1963
L'allumage du haut fourneau no 1 se déroule le 8 février 1963, le no 2 le 16 septembre 1963 et le no 3 le 18 novembre 1968.
La fonte est affinée dans l'aciérie n°1 par 3 convertisseurs à l'oxygène de 140 tonnes. Les produits élaborés sont des plaques et des bobines de tôles. Les hauts fourneaux 1 et 2 sont agrandis en 1968-1969.
Le coke est alors fourni par la cokerie de Drocourt, appartenant aux HBNPC.
L'aciérie n°2 est mise en service à la fin de l'année 1972. Elle est construite autour de 3 coulées continues à 2 lignes. Le haut fourneau no 4 (HF4) est mis à feu en 1973. C'est un des plus grands d'Europe, avec un diamètre du creuset de 14,1 mètres et une capacité de production de 10 000 tonnes de fonte par jour. La même année, le train de laminage à chaud est démarré. L'objectif est d'atteindre une production annuelle de 7 à 8 Mt.
À Mardyck, la ligne d'étamage démarre au premier trimestre de 1973. Le nouveau laminoir à froid de 5 cages lamine également ses premières bobines.
Après les changements politiques de 1981, les gouvernements de Pierre Mauroy mettent en œuvre les promesses de nationalisations en 1982. En 1984, après une période d'observation, le site de Dunkerque bénéficie d'une vague de modernisations : l'usine d'agglomération est automatisée, le haut fourneau 4 est équipé d'une injection de charbon et d'un turbo-alternateur de récupérant l'énergie des gaz et l'aciérie n°2 est équipée d'une récupération de gaz de convertisseur.

### L'ère ArcelorMittal
Usinor devient Arcelor en 2002, puis ArcelorMittal en 2006. L'usine de Grande-Synthe forme, avec les laminoirs à froid de Mardyck, Desvres et Montataire ArcelorMittal Atlantique. Il s'agit d'un des nombreux sites Seveso de la zone industrielle de Dunkerque, exposant les zones résidentielles voisines à des risques technologiques. Un incident a eu lieu le 4 mai 2016, avec une explosion de gaz dans le haut fourneau no 4.
Le 30 mars 2023, un incendie très important contraint l'arrêt du haut fourneau 4 pour plusieurs mois,.
Le haut fourneau 2, mis en service le 16 septembre 1963 est arrêté définitivement en juillet 2022, autant pour remplir les objectifs à long terme de décarbonation du site, que pour s'adapter à une conjoncture économique défavorable. Ce haut fourneau avait bénéfié d'une rénovation lourde d'un montant de 92 M€ en 2015.

## Complexe sidérurgique
Situé dans la zone industrialo-portuaire du port de Dunkerque, le site s’étend sur 7 km2. L'usine est en fait un vaste complexe intégré, assurant d'abord la production de la fonte, ensuite sa transformation en acier et enfin son laminage.
Un terminal minéralier permet le déchargement des gros vraquiers. Sa position favorable sur le littoral de la mer du Nord, au sein de la façade maritime de la range nord-européen, facilite l’accès aux matières premières nécessaires à la fabrication de l’acier. Le site importe ainsi chaque année 9,5 millions de tonnes de minerai de fer et 4,5 millions de tonnes de charbon en provenance de mines du monde entier : Brésil, Australie, Mauritanie, Chine, Canada et États-Unis. L'usine représente à elle seule 30 % des activités du port.
Le minerai passe ensuite dans une usine d'agglomération pour être transformé en aggloméré, tandis que le charbon va dans les fours de la cokerie pour devenir du coke. Aggloméré et coke remplissent ensuite les trois hauts fourneaux (HF2 HF3 et HF4, le HF1 ayant été démonté) servant à la production de la fonte brute. Cette fonte en fusion passe ensuite dans l'aciérie, où les convertisseurs les transforment en acier en coulée continue. Enfin, cet acier est mis en forme par les laminoirs.
Lorsqu’il fonctionne à pleine capacité, le site peut produire jusqu’à 7 millions de tonnes de brames d'acier et 4,45 millions de tonnes de bobines laminées à chaud par an.
La valorisation du laitier, coproduit de la sidérurgie, doit être assurée par une usine de la société Ecocem France, en construction en 2016. Cette usine produira du ciment à faible impact environnemental.